# Іванов Олександр Володимирович (шахіст)
Олександр Володимирович Іванов (рос. Александр Владимирович Иванов; нар. 1 травня 1956, Омськ) – американський шахіст російського походження, гросмейстер від 1991 року.

## Шахова кар'єра
На перетині 1974 і 1975 років представляв збірну СРСР на зіграному у Гронінгені чемпіонаті Європи до 20 років, посівши 1-ше місце у фіналі B (11-те місце в підсумковій класифікації). 1978 року поділив 2-ге місце (Вільнюс, позаду Олександра Панченка, разом з Сергієм Долматовим і Віктором Гавриковим), а в 1980 році поділив 1-ше місце (Рига, разом з Едвінсом Кеньгісом), молодіжний (до 26 років) чемпіонат СРСР. Двічі виступив за збірну країни на командному молодіжному (до 26 років) чемпіонаті світу, 1978 року виборовши срібну, а в 1980 – золоту медаль. У роках 1982 (Пярну, одноосібно) і 1987 (Кулдіга, разом з Лембітом Оллем і Леонідом Basinem) переміг у чемпіонаті країн Балтії.
1988 року емігрував разом зі своєю дружиною, міжнародним майстром серед жінок Есфірь Епштейн, до США. 1989 року поділив 1-ше місце на турнірах American Open (у Лос-Анджелесі) і World Open (у Філадельфії), в 1991 році поділив 2-ге місце (позаду Едвінса Кеньгіса, разом з Томасом Ернстом і Властімілом Янсою) на турнірі за швейцарською системою в Геусдалі, 1995 року переміг (разом з Ніком де Фірміаном і Патріком Волффом) у фіналі чемпіонату США, тоді як 1998 року посів 1-ше місце на турнірі Pan American Chess Championship в Сан-Феліпе. 2002 року єдиний раз у своїй кар'єрі виступив у складі збірної США на розіграній у Бледі шаховій олімпіаді, набравши 6½ очок в 11 партіях. 2004 року поділив 2-ге місце у Філадельфії (турнір World Open, позаду Варужана Акопяна, разом з Хікару Накамурою, Євгеном Наєром, Яаном Ельвестом, Іллєю Сміріним, Ігорем Новіковим, Їржі Шточеком, Олександром Оніщуком і Абгіджітом Кунте), а в 2006 році на цьому ж турнірі поділив 1-ше місце (разом з Ільдаром Ібрагімовим, Вадимом Міловим, Джоелем Бенджаміном і Гатою Камським). Двічі (2007, 2008) виборов срібні медалі чемпіонату Америки. 2008 року переміг (разом з Юрієм Шульманом, Олександром Шабаловим, Робертом Гессом і Хуліо Бесеррою) в Машантукеті.
Олександр Іванов чотири рази брав участь у чемпіонатах світу ФІДЕ за олімпійською системою і двічі в Кубку Світу, показавши такі результати:
- Лас-Вегас 1999 (ЧС) – поразка в 1-му раунді від Жілберту Мілоша,
- Нью-Делі 2000 (ЧС) – у 1-му турі переміг Олексія Федерова, у 2-му – зазнав поразки від Григорія Серпера,
- Москва 2001 (ЧС) – поразка в 1-му раунді від Євгена Пігусова,
- Триполі 2004 (ЧС) – поразка в 1-му раунді від Люка ван Велі,
- Ханти-Мансійськ 2005 (кубок світу) – у 1-му раунді перемога над Хуліо Грандою, у 2-му – поразка від Жоеля Лотьє,
- Ханти-Мансійськ 2007 (кубок світу) – поразка в 1-му раунді від Давида Навари.

Найвищий рейтинг Ело в кар'єрі мав станом на 1 січня 2006 року, досягнувши 2606 очок займав тоді 6-те місце серед американських шахістів.